# Йозефий, Светлана Раймондовна
Светла́на Раймо́ндовна Йозефий (род. 4 декабря 1963, Одесса) — советская и российская актриса театра и кино, заслуженная артистка России (2003).

## Биография
Йозефий Светлана Раймондовна родилась 4 декабря 1963 года в Одессе.
Окончила Витебский педагогический институт им. С.М. Кирова.
В 1989 году закончила отделение актёрского мастерства театрального училища им. Б.В.Щукина (педагоги - Л.В.Калиновский, Ю.А.Стромов).
Началась карьера с фильмов, ну и конечно же со спектаклей «Плейбой» (реж. — М. Али-Хусейн / Театр им. Р. Симонова), «Наш городок» (реж. — Р. Аткочунас / Театр им. Р. Симонова) и «Смеяться, право, не грешно» / «Невеста» (реж. — Е. Симонов / Театр им. Р. Симонова).
Играла в постановках режиссёров Евгения Симонова, Вячеслава Шалевича, Александра Горбаня, Эдуарда Нахамиса, Эдуарда Ливнева, Сергея Кутасова, Ольги Субботиной и др.
В 1989 году сыграла свою первую дебютную роль в фильме «Гу-га»
С 1989 года служила в Московском драматическом Театре им. Рубена Симонова.
В 2015 году вошла в состав труппы Театра имени Евгения Вахтангова. На Вахтанговских подмостках сыграла роли Помощника режиссёра (Бенефис); Странники («Пристань»); Артисты цирка («Вечер шутов»); Мать Шарля («Бовари») и др.
15 октября 2003 года указом Президента РФ В. В. Путина Светлане Йозефий присвоено звание заслуженной артистки Российской Федерации.

## Фильмография

### Театральные работы
- «Доходное место» — Фелисата Герасимовна Кукушкина
- «Самоубийца» — Мария Лукьяновна
- «Спокойной ночи, мама» — мать
- «Блудный сын» — мать Вийона Эмуа
- «Трёхгрошовая опера» — миссис Хаап
- «Предложение» — Наталья Степановна Чубукова
- «Убей меня, голубчик» — Сиена
- «Смеяться, право, не грешно» — невеста
- «Семейный портрет с посторонним» — бабушка
- «Старинные русские водевили»
- «Обломок»
- «Наш городок»
- «Русь, браво»
- «Горя бояться — счастья не видать» — Горе
- «Брызги шампанского» — невеста
- «Плейбой»
- «Сумасшедшая квартирка»
- «Демгородок»

### Кино
- 1989 — Гу-га — Вера
- 2002 — Линия защиты — завуч
- 2003 — Амапола — следователь
- 2003 — Жизнь одна — хозяйка квартиры
- 2003 — Моя родня — жена Сысуевича
- 2003 — Пассажир без багажа — тётя Лены
- 2004 — Бальзаковский возраст, или Все мужики сво… — цветочница
- 2004 — Этикет. Трактат для подростков, желающих стать культурными людьми — уборщица, кондуктор, учительница, билетёр
- 2004 — Бомба для невесты
- 2004 — Любительница частного сыска Даша Васильева
- 2004 — Евлампия Романова. Следствие ведёт дилетант — Раиса Иванова
- 2004 — Ландыш серебристый 2 — поклонница Ирмы
- 2004—2013 — Кулагин и партнёры — эпизоды
- 2005 — Аэропорт
- 2005 — Богиня прайм-тайма — мачеха Ники
- 2005 — Свой человек
- 2006 — Большие девочки — женщина в очереди
- 2006 — Закон и порядок: Преступное намерение
- 2006 — Седьмой день
- 2006 — Солдаты 10
- 2006 — Шпионские игры
- 2007 — Агентство Алиби
- 2007 — Агония страха — директор сберкассы
- 2007 — Заражение — санитарка
- 2007 — Дочки-матери — эпизодическая роль
- 2007 — Судебная колонка — Елизавета Куркина
- 2007 — Таксистка 4
- 2008 — Автобус — Цулай
- 2008 — Висяки
- 2008 — Два цвета страсти
- 2008-2009 — Две сестры — баба Маня
- 2008-2010 — Ранетки
- 2008 — Трасса М8
- 2008 — Человек без пистолета
- 2008 — Чизкейк — дама на улице
- 2009 — Огни большого города — Алёна, подруга Артёма
- 2009 — Однажды будет любовь — соседка
- 2009 — Спецкор отдела расследований
- 2009 — Такова жизнь — мать Олега
- 2009 — Участковая
- 2009 — Час Волкова 3 — мать Игоря
- 2009 — Воронины — эпизод, регистраторша в ЗАГСе
- 2010 — Доктор Тырса — сотрудница музея
- 2010 — Дом малютки — кассирша на вокзале
- 2010 — Земский доктор — служащая кладбища
- 2010 — Основная версия — медсестра
- 2010 — Путейцы 2
- 2010 — Сыщик Самоваров — Фёдорова, комендант общежития
- 2010 — Телохранитель 3
- 2010 — Час Волкова 4 — прохожая
- 2011 — Папины дочки — Зинаида Филипповна, маляр
- 2011 — Профиль убийцы — Ольга Владимировна
- 2011 — Пыльная работа — Ольга Степановна Лопотухина
- 2011 — Товарищи полицейские (серия №31 "Враг") — Наталья Петровна
- 2012 — Хоккейные игры — Нина, жена Анатолия Тарасова
- 2013 — Кухня — промоутер чебуречной
- 2014 — Московская борзая — сестра Никулина
- 2016 — Чёрная кошка — продавщица Тамара
- 2019 — Гадалка — Вера Сергеевна Захарова, мать Лены
- 2020 — Чужая стая — консьержка
- 2020 — Теорема Пифагора — мать жениха
- 2021 — Потерянные — женщина в возрасте
- 2021 — Собор — мать жениха
- 2021 — Тайна Лилит — Алевтина Семёновна
- 2021 — Частная жизнь — эпизод
- 2021 — Я не шучу — воспитательница Дуси
- 2022 — В парке Чаир — эпизод
- 2022 — Земский доктор. Восемь лет спустя — Клавдия Степановна Киселёва
- 2022 — Лекари душ — Ангелина
- 2022 — Чебурашка — женщина
- 2022 — Что и требовалось доказать-2 — Альбина Степановна
- 2023 — Качели под куполом — Эльвира Николаевна
- 2024 — Бокал вина и апельсины — Елизавета Васильевна
- 2024 — Карта желаний — эпизод
- 2024 — Настенька-4 — Зинаида Зорькина
- 2024 — Развод по расчёту — Елизавета Степановна
- 2025 — Как уволить неверного мужа — Полина
- 2025 — 10 историй о любви и смерти — тётя Катя

## Награды и звания
- Заслуженная артистка России (15 октября 2003 года) — за большие заслуги в области театрального искусства[1].
- Благодарность Президента Российской Федерации (20 сентября 2021 года) — за большой вклад в развитие отечественной культуры и искусства, многолетнюю плодотворную деятельность[2].